# Маятник жизни
«Маятник жизни» — дебютный альбом московской группы Андем, вышедший в 2008 году.

## Процесс записи
27 августа 2007 года Юлиана Савченко оставила в своем блоге запись о том, что идет запись вокала для дебютного альбома. Стали известны рабочие названия 6 песен (всего было обещано 8 песен + бонус-трек):
1. «9 кругов ада»
2. «Из ничего»
3. «безумный ангел»
4. «Я вижу взгляд»
5. «Легенда»
6. «Знамение»

7 марта 2008 года было объявлено, что коллектив завершает работу над дебютным альбомом вместе с именитым немецким продюсером и звукоинженером Энди Хорном, который в ближайшие дни в своей студии The Red Room должен был закончить мастеринг. Сами музыканты о сотрудничестве с ним выразились следующим образом: 
Мы решили обратиться именно к Энди, потому что у него есть опыт работы над альбомами таких групп, как King Diamond, Darkseed, Disbelief, Edenbridge, Cornerstone и Cage, а для музыкального стиля нашей дебютной работы “Маятник жизни”, который можно охарактеризовать как мелодичный хэви/пауэр с использованием нежного женского вокала и небольшими вкраплениями мужского гроулинга, более достойную кандидатуру найти было сложно! Особенно, учитывая, что Энди на удивление легко пошёл на контакт и согласился помочь нам, избавив на самом последнем этапе от лишней головной боли и переживаний за качество звучания.
Кроме того, уже было известно, что было достигнуто соглашение с компанией Irond на издание альбома весной 2008 года.

## Выпуск
18 марта 2008 года группа объявила, что закончила работу над своим дебютным альбомом. При этом была обнародована обложка и трек-лист альбома. MP3-версии песен «Из ничего» и «Безумный ангел» стали доступны для ознакомления на официальном сайте группы.
15 апреля 2008 года стало известно, что альбом выйдет через шесть дней, то есть 21 апреля, на лейбле Irond. Кроме того, для ознакомления была выложена новая версия песни «Из ничего».

## Список композиций
1. «Интро» — 01:17
2. «Девять кругов ада» — 04:16
3. «Из ничего» — 04:16
4. «Я вижу взгляд» — 04:57
5. «Знамение» — 04:48
6. «Серебряные зимние слезы» — 04:25
7. «Легенда отравленных Душ» — 04:58
8. «Маятник жизни» — 04:31
9. «Безумный ангел» — 04:18
10. «Ангел, демон и я» (Бонус-трек) — 04:38

## Состав
Участники группы
- Юлиана Савченко — вокал
- Сергей Полунин — гитары
- Евгений Яковлев — бас-гитара, скриминг (4, 7)
- Наталия Рыжко — клавишные
- Вячеслав Стосенко — ударные (на концертах)

Приглашенные музыканты:
- Иван Резников — гроулинг, скриминг (2, 4, 10)

Запись, мастеринг, оформление
- Леонид Фомин — запись, сведение
- Студия «Звук и голос» — запись (2,3)
- Студия на «Водном стадионе» — запись бэк-вокала
- Энди Хорн, студия The Red Room (Германия) — мастеринг
- Алексей KIDd Кузовлев — A&R
- Фото — Дмитрий Щеглов, Творческая студия ИФВ, www.i-fv.ru
- Художник — Алла Шведова
- Дизайн и концепция обложки и буклета — Алла Шведова и Екатерина Зайцева
- В оформлении использована фотография Александра Семичева